# Dubîna, Brodî
Dubîna (în ucraineană Дубина) este un sat în comuna Iaseniv din raionul Brodî, regiunea Liov, Ucraina.

## Demografie
Componența lingvistică a localității Dubîna
     Ucraineană (98,78%)
     Alte limbi (1,23%)
Conform recensământului din 2001, majoritatea populației localității Dubîna era vorbitoare de ucraineană (98,78%), existând în minoritate și vorbitori de alte limbi.